# Tipula (Beringotipula) fallax
Tipula (Beringotipula) fallax is een tweevleugelige uit de familie langpootmuggen (Tipulidae). De soort komt voor in het Nearctisch gebied.